# ميلاني إغليسياس
ميلاني إغليسياس (بالإنجليزية: Melanie Iglesias)‏ (ولدت في 18 يونيو 1987 في بروكلين، نيويورك) عارضة أزياء وممثلة أمريكية. بعد فوزها بجائزة مكسيم «هومتون هوتيز» في عام 2010، ظهرت في مجلات مثل أجمل العالم، إسكوير، وفيبي.

## روابط خارجية
- ميلاني إغليسياس على موقع IMDb (الإنجليزية)
- Melanie Iglesias على تمبلر

مقابلات
- Melanie Iglesias - Empire State Of Mind (October 12, 2010)
- Interview with Maxim's Hometown Hottie of 2010: Melanie Iglesias (December 20, 2010)
- 2010 Maxim Hometown Hotties Winner: Melanie Iglesias - Video Interview  (2010)